# Busch Gardens

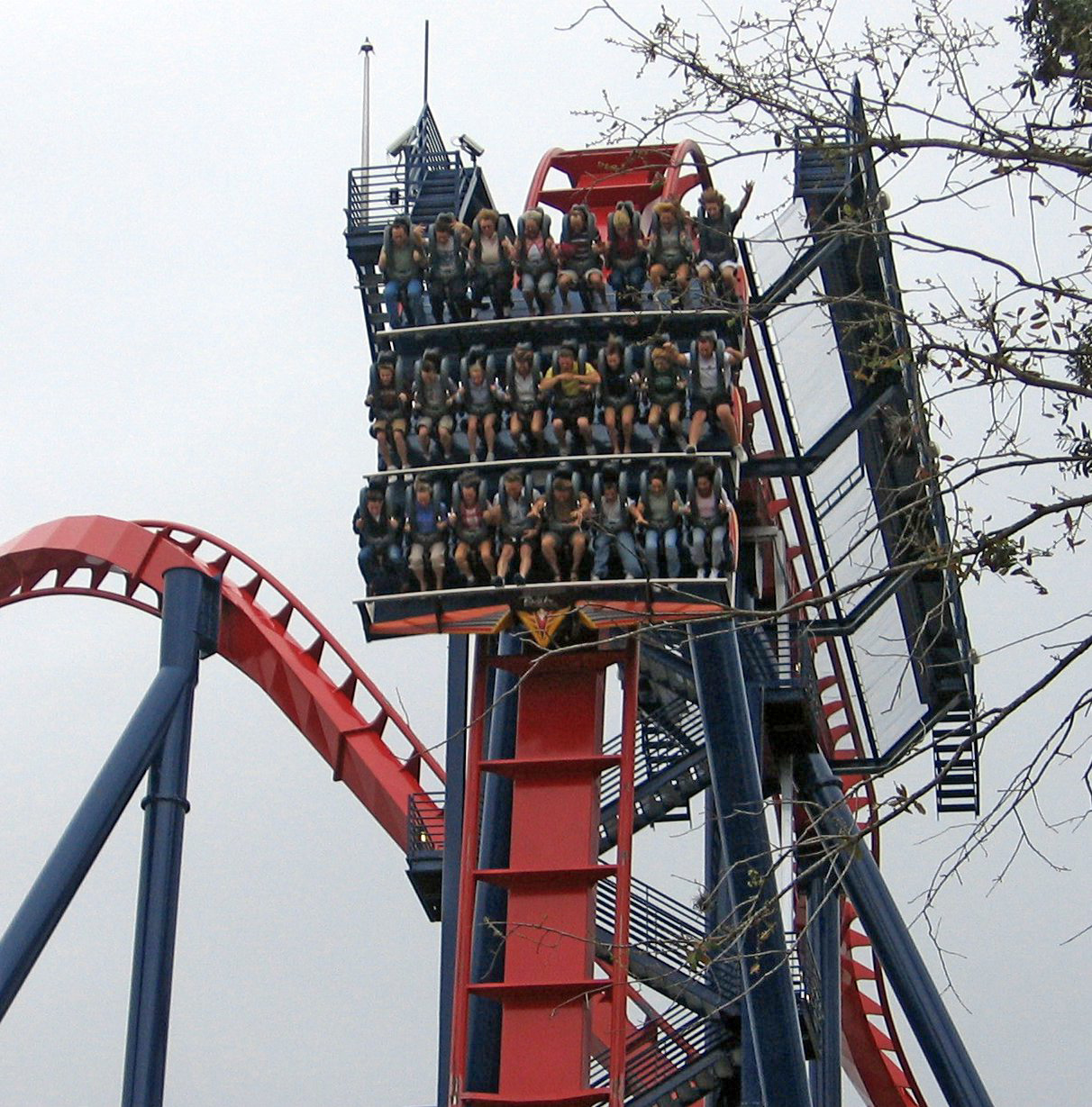
SheiKra, montaña rusa de Busch Gardens en Tampa Bay, Florida.

Busch Gardens es el nombre de dos parques de atracciones en Estados Unidos; Busch Gardens Tampa Bay  en Tampa, Florida, y Busch Gardens Williamsburg in Williamsburg, Virginia. Había otros parques en Pasadena, California (1905–1937), Van Nuys, Los Ángeles, California (1964–1979) y Houston, Texas (1971–1973).
Los parques de Busch Gardens se desarrollaron inicialmente como vehículos de comercialización para Anheuser-Busch y presentaban casas de hospitalidad con muestras de productos de Anheuser-Busch. También incluyeron establos que albergaban muchos de los caballos Clydesdale de la compañía, que se han asociado con Anheuser-Busch desde 1933. Eventualmente, se agregaron atracciones a los parques y con el tiempo se convirtieron en parques temáticos completos mientras seguían promoviendo Anheuser-Busch. Busch Entertainment Corporation, ahora llamado SeaWorld Parks & Entertainment, se creó como una subsidiaria de Anheuser-Busch Companies para administrar los diversos parques en 1959.
En 2009, InBev, los nuevos dueños de Anheuser-Busch, vendieron los parques de atracciones a Blackstone Group. Blackstone ha mantenido algunas de las populares tradiciones, incluyendo un establo con Clydesdales; aunque, los Clydesdales no están afiliados con la compañía cervecera.